# ミリ波パッシブ撮像装置

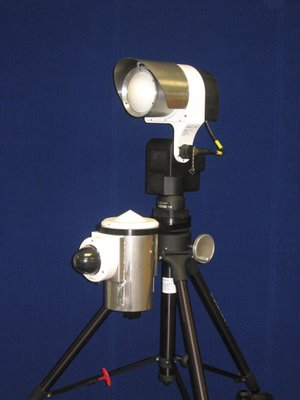
ミリ波パッシブ撮像装置

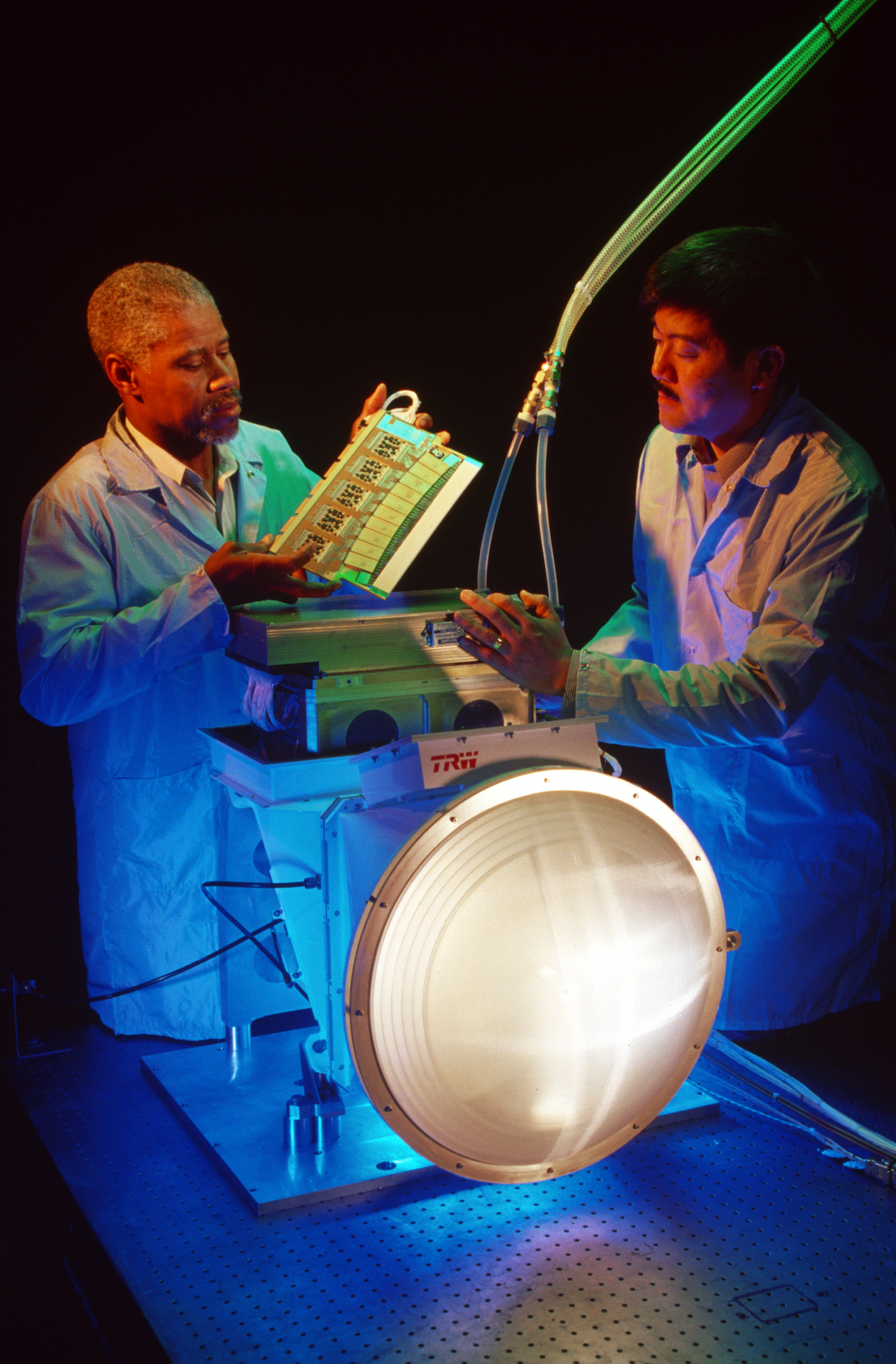
ミリ波パッシブ撮像装置

ミリ波パッシブ撮像装置（ミリはパッシブさつぞうそうち）とは、ミリ波を応用した測定、撮影装置の一つである。直訳してミリ波スキャナーとも呼ばれる。撮影装置から発生される電波（ミリ波）を人体に照射し、被写体から跳ね返った電波エネルギーを計測し映像化する技術であり、人体を対象とした全身スキャナーとして注目されている。

## 全身スキャナーとしての概要
2007年5月、オランダのアムステルダム・スキポール空港の空港警備で初めて導入した。爆弾テロの抑止力として期待されたものの、後述の問題点や導入に高額な金額が必要なことから、普及には至らなかった。しかし、2009年12月25日、デルタ航空機爆破テロ未遂事件が発生。厳重な警戒が突破されたことから、X線や金属探知機でも認知できない爆発物等の危険物を検出する装置として、ミリ波スキャナーが再注目された。
2010年以降、アメリカ運輸保安局により、アメリカ合衆国の空港に設置され始めた。
日本国でも導入が検討され、実証実験が実施された。2017年3月29日、成田国際空港、東京国際空港で正式導入された。

## 問題点

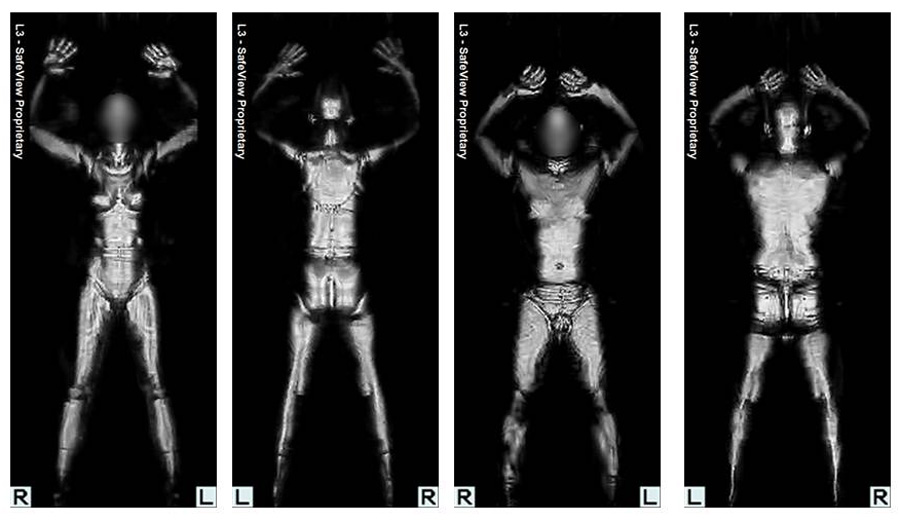
全身スキャナーとして評価される画像処理

人体に照射した場合、非常に精細な全身立体シルエット像を得ることができ、見ようによっては全裸に近いことから、児童ポルノとの兼ね合い、プライバシーの確保と安全性の両立といった視点で物議を醸した。例えば、ポートランド国際空港では、ボディスキャナー検査に対して、衣服を脱いで裸で抗議した男性が、警察に逮捕される事件（裁判では無罪）も発生している。
日本で試験運用されている装置では、プライバシー保護の観点から、係員の液晶モニタに映し出されるのは、乗客本人の人体画像ではなく、人体の模式図に不審物がある場所が表示され、確認後にスキャンデータが完全消去される仕組みを導入している。